# Alchemilla capillacea
Alchemilla capillacea är en rosväxtart som beskrevs av Sergei Vasilievich Juzepczuk. Alchemilla capillacea ingår i släktet daggkåpor, och familjen rosväxter. Inga underarter finns listade i Catalogue of Life.